# Ordine dell'Età dell'Oro
L'Ordine dell'Età dell'Oro (in turkmeno: Altyn Asyr) è un'onorificenza turkmena.

## Storia
L'ordine è stato istituito il 18 febbraio 2001 e nel 2014 ha assunto una nuova veste.

## Classi
L'Ordine dispone delle seguenti classi di benemerenza:
- I Classe
- II Classe
- III Classe

| Nastri     | Nastri    | Nastri   |
| ---------- | --------- | -------- |
| III Classe | II Classe | I Classe |

## Assegnazione
L'ordine viene assegnato per premiare meriti speciali nelle attività lavorative e professionali nel XXI secolo, l'età d'oro del popolo turkmeno.
L'ordine viene assegnato ai cittadini del Turkmenistan.
L'ordine può essere conferito anche a persone che non sono cittadini del Turkmenistan.
L'ordine viene assegnato per premiare:
- un grande contributo personale al rafforzamento della sovranità e dell'indipendenza del Turkmenistan e della capacità di difesa e della sicurezza dello Stato, al mantenimento di un elevato livello di ordine e legalità nel paese, all'aumento dell'autorità del Turkmenistan sulla scena mondiale;
- meriti nell'attuazione degli obiettivi strategici fissati dal Presidente del Turkmenistan nel campo dell'economia, nello sviluppo della scienza, dell'istruzione, dell'assistenza sanitaria, della cultura, dell'arte e di altri settori del lavoro;
- eccezionali risultati creativi, alta abilità e professionalità.[1]

L'assegnazione avviene in sequenza dalla III alla I classe. In tal caso, il conferimento della classe superiore avviene non prima di cinque anni dopo l'assegnazione della classe inferiore.
L'ordine viene assegnato una volta all'anno in occasione del Giorno dell'Indipendenza del Turkmenistan, il 27 ottobre.
In altri casi, l'assegnazione dell'ordine avviene con decisione del Presidente del Turkmenistan.
L'assegnazione dell'ordine avviene su proposta dei capi degli organi centrali del potere e dell'amministrazione statale, dei khyakim dei Province e della città di Aşgabat, nonché di organizzazioni pubbliche. Le domande vengono presentate alla Presidenza del Turkmenistan.
Agli insigniti vengono conferiti l'insegna e un attestato.
I cittadini del Turkmenistan insigniti dell'ordine ricevono un bonus di 1000 dollari e un supplemento mensile per salari, stipendi ufficiali, pensioni e borse di studio per un importo del 30% nel caso della I classe, del 20% della II e del 10% della III. Agli insigniti di più classi l'indennità mensile viene pagata nell'importo previsto per la classe superiore. Il pagamento dell'indennità mensile ai dipendenti di imprese, istituzioni e organizzazioni finanziate dal bilancio statale viene effettuato a spese del bilancio statale mentre il pagamento dell'indennità ai dipendenti di altre imprese, istituzioni e organizzazioni spetta a queste ultime.
L'ordine è assegnato con decreto del Presidente del Turkmenistan.
L'insegna viene indossata sul lato sinistro del petto e, in presenza di altri riconoscimenti statali, si trova dopo l'Ordine di Türkmenbaşy.

## Insegne

### Dal 2001 al 2014
L'ordine aveva la forma di un decaedro con cinque raggi esterni e un elemento intrecciato e ripetuto dell'ornamento nazionale turkmeno e intervallato a cinque stelle nel bordo. L'ornamento e le stelle erano raffigurati su raggi sfaccettati che partivano dalla parte centrale dell'ordine.
Il diametro dell'insegna era pari a 46 mm.
La parte centrale dell'ordine, di 25 mm di diametro, aveva una base a raggi ed era ricoperta di smalto verde. Nella parte centrale del distintivo vi era un ritratto di profilo rivolto a sinistra del presidente del Turkmenistan Saparmyrat Nyýazow. Sopra il ritratto vi era l'iscrizione "Altyn Asyr". In basso, l'immagine era incorniciata da due rami di alloro intrecciati.
L'ordine era collegato tramite un anello ad un blocco di 27 mm di altezza e 25 mm di larghezza.
La forma del blocco e il suo motivo erano simili al motivo dell'insegna. Nella parte superiore del blocco era presente una striscia di smalto rosso alta 3,5 mm con la scritta "TÜRKMENISTAN". Il campo principale, ricoperto di smalto verde, raffigurava una mezzaluna e cinque stelle incorniciate da due rami di ulivo intrecciati. Il blocco era realizzato con lo stesso materiale dell'ordine.
Sul retro dell'insegna, a seconda della sua classe, vi era la scritta "I DEREJE", "II DEREJE", "III DEREJE" e il numero di serie.
L'insegna di I classe era realizzata in oro 750 e le stelle sull'ordine erano incastonate con 5 diamanti mentre 5 rubini erano inseriti negli elementi dell'ornamento in modo tale da formare un rombo.
L'insegna di II classe era realizzata in argento 925 ossidato e gli elementi dell'ornamento, a forma di rombo, erano smaltate rosso.
L'insegna di III classe era realizzata in tombac e gli elementi dell'ornamento, a forma di rombo, erano smaltate rosso.

### Dal 2014
L'insegna ha la forma di un ottagono i cui angoli sono collegati da linee rette verdi e intarsiate. L'insegna di I classe ha tre diamanti mentre quelle di II e III classe presentano tre pietre di zirconio bianco. Il cerchio situato all'interno dell'ottaedro è delimitato da una catena dorata. Il diametro complessivo dell'insegna è di 44 mm.
Al centro del distintivo, nella parte centrale di un cerchio con un diametro di 22 mm, ricoperto di smalto bianco con sullo sfondo dell'immagine dei raggi del sole, è presente una mappa dorata del Turkmenistan e una sagoma convessa dorata dell'Arco dell'Indipendenza del Turkmenistan.
Sul lato esterno del cerchio centrale, nella parte superiore di un semicerchio del diametro di 4 mm smaltato di verde, vi è la scritta "ALTYN ASYR". Nella parte inferiore dorata sono presenti delle spighe di grano divergenti con cinque batuffoli di cotone posti nello spazio tra di esse.
L'insegna è collegata con un occhiello a un blocco realizzato a forma di libro aperto alto 20 mm e largo 31 mm. Al centro di questo, su una colonna ricoperta smaltata di rosso, sono presenti le immagini di cinque tappeti turkmeni dorati. Il blocco è smaltato di verde e ha un ornamento dorato.
Sul retro del distintivo, a seconda del suo grado, vi sono le iscrizioni: "I DEREJE", "II DEREJE" e "III DEREJE".
L'insegna di I classe e il suo blocco sono realizzati in oro 750.
L'insegna di II classe e il suo blocco sono realizzati in argento 925.
L'insegna di III classe e il suo blocco sono realizzati in argento 925 con rivestimento in bronzo.
Il nastro è verde chiaro con bordi gialli. Leggermente a destra è presente una striscia rossa con l'immagine di cinque tappeti turkmeni. A destra di esse sono presenti una striscia gialla per la I Classe, due strisce argento per la II Classe e tre strisce bronzo per la III Classe.